# فرد إليس (سائق سيارة سباق)
فرد إليس (بالإنجليزية: Fred Ellis)‏ هو مهندس أمريكي، ولد في 17 سبتمبر 1889، وتوفي في 1958.